# Corsini

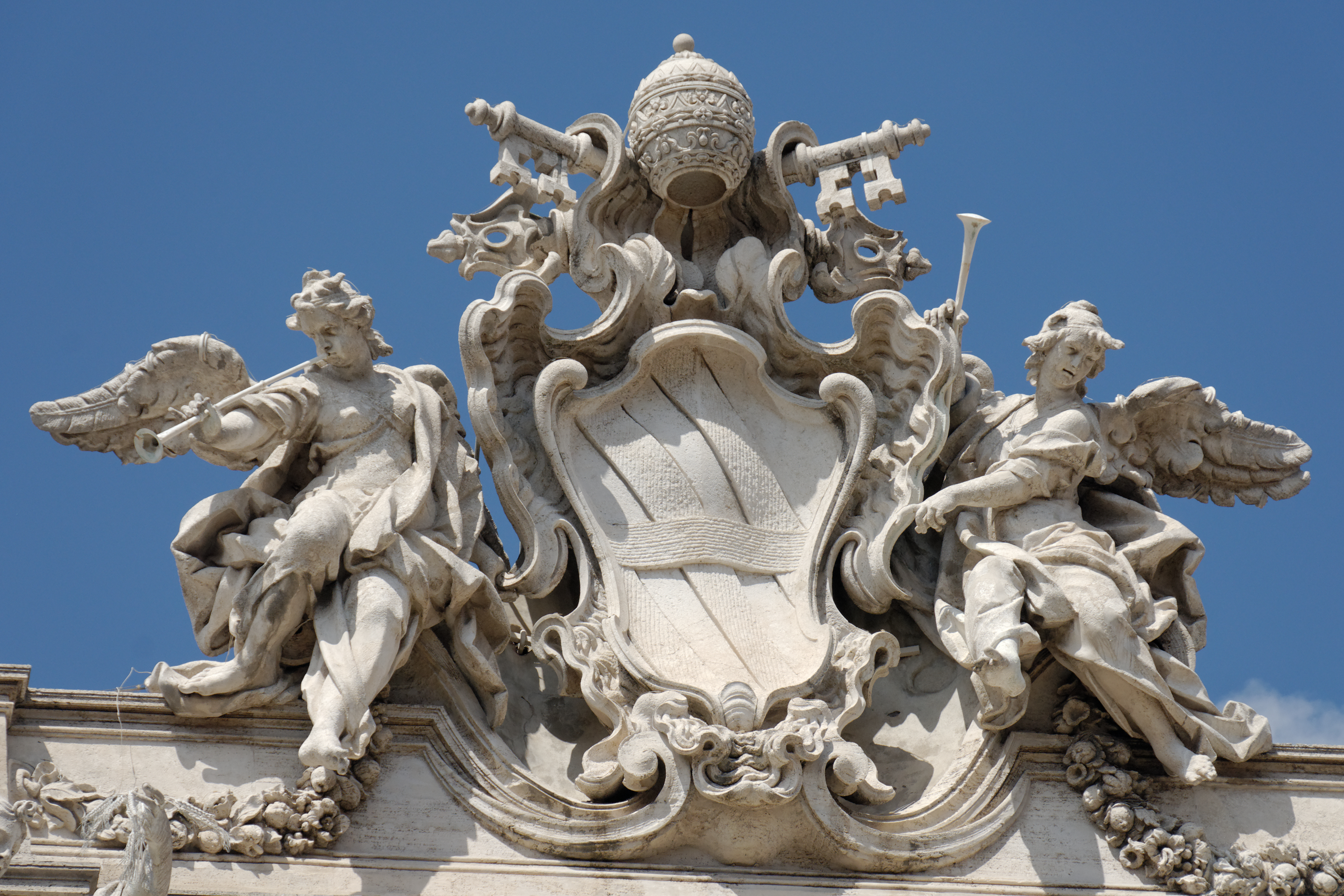
Stemma papale di Casa Corsini sulla sommità della Fontana di Trevi a Roma

La Casata dei Corsini è una nobile famiglia originaria di Firenze. Il più famoso esponente fu papa Clemente XII.

## Storia

### Origini
Le origini della famiglia vengono in genere indicate con l'arrivo di Neri Corsini a Firenze nella seconda metà del XII secolo, proveniente dal contado di Poggibonsi.
Famiglia di mercanti, iniziò ad arricchirsi, come molte altre famiglie cittadine, con la lavorazione e il commercio della lana e della seta nel Trecento, ai quali si aggiunse un Banco finanziario. Numerose furono le cariche politiche ricoperte nella Firenze repubblicana.

### XIV secolo
Tommaso di Duccio Corsini (morto nel 1366) fu un primo esponente di rilievo che si prodigò per procurare ai figli e a quelli di suo fratello Niccolò, cariche pubbliche, ecclesiastiche e di avviarli all'attività economica. Fra la nuova generazione spiccarono Filippo, figlio di Tommaso, che ricoprì importanti cariche politiche, suo fratello Pietro, fu vescovo di Firenze e cardinale beatificato, che fu molto vicino a papa Urbano V ad Avignone e fu tra gli artefici del rientro del papa a Roma, infine Andrea, figlio di Niccolò, che diventò vescovo di Fiesole e fu in seguito santificato nel 1624 come Sant'Andrea Corsini da papa Urbano VIII.
Il Trecento vide anche dei momenti difficili, come il gravoso fallimento del banco attorno al 1370, che come altri numerosi istituti fiorentini, andò in crisi a seguito dei prestiti concessi a Re Edoardo III d'Inghilterra e mai rimborsati.
In quell'occasione Matteo di Niccolò (1322-1402) si trasferì in Inghilterra dove accumulò una discreta fortuna con il commercio della lana, della seta e delle aringhe. Tornato a Firenze, acquistò molte terre, ma non abbandonò l'attività mercantile che fu sempre la base della ricchezza familiare. Nel 1371 ricevette il titolo di conte palatino dall'Imperatore Carlo IV per i servizi resi. Tuttavia la sua fortuna economica fu duramente colpita da confische e i debiti contratti dal nipote la ridussero ulteriormente.

### XV secolo
Il nuovo secolo si aprì così all'insegna di alti e bassi, con alterni rapporti nei confronti dell'emergente famiglia dei Medici: sebbene i rapporti con Cosimo il Vecchio fossero buoni (a un Corsini affidò per esempio la gestione del Banco Medici a Roma), la famiglia si arrese poi di malavoglia alla loro invadente supremazia politica. Amerigo Corsini fu il primo arcivescovo di Firenze, dal 1411 al 1434.
Luca Corsini fu tra i primi a schierarsi apertamente contro Piero il Fatuo, figlio di Lorenzo il Magnifico.

### XVI e XVII secolo

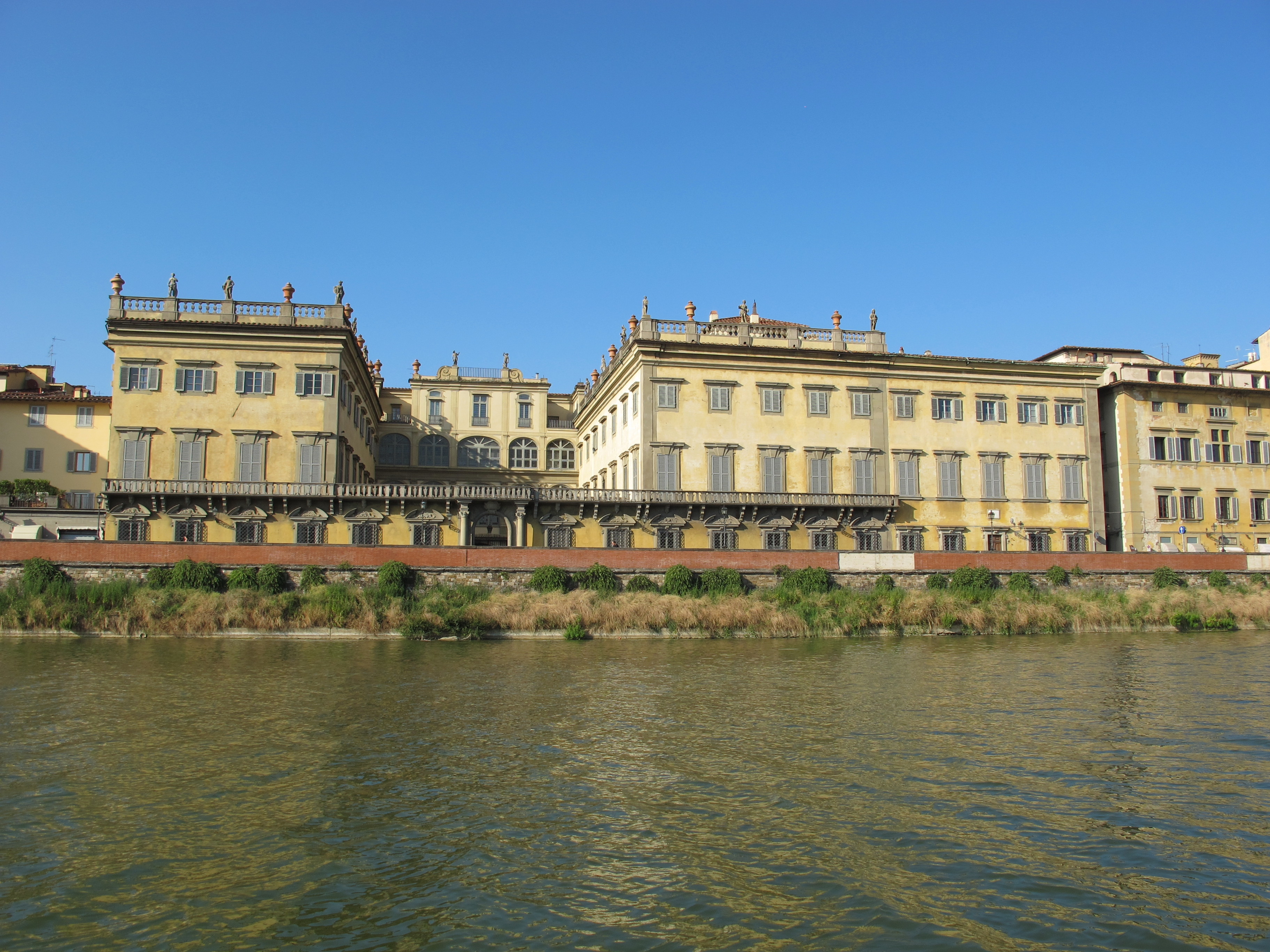
Palazzo Corsini di Firenze

La solida ricchezza familiare si deve all'attività dei fratelli Filippo (1538-1601) e Bartolomeo Corsini (1545-1613), figli di Bernardo. Quest'ultimo nel 1597 si trasferì a Londra e vi fondò una filiale di banca, in stretta collaborazione con il fratello Filippo a Firenze, che presto divenne il più importante istituto finanziario italiano della città inglese. Intanto i rapporti con i Medici si erano distesi, fin dall'epoca dell'assedio di Firenze (1530) e non vi furono altri momenti di conflitto con i Granduchi.
Bartolomeo morì senza eredi ed alla sua scomparsa il suo enorme patrimonio passò nelle mani del figlio del fratello con il legato di essere interamente reinvestito in beni immobili. Fu così che i Corsini si ritrovarono padroni di un'enorme ricchezza che fu spesa nelle tre generazioni successive acquistando e restaurando palazzi, soprattutto, investendo in fattorie e terreni in Toscana e negli Stati Pontifici, fino ad attirare l'attenzione e la magnanimità dei pontefici che concessero il titolo di marchese alla casata, prima della marca di Sismano (da Papa Paolo V, 1620), poi di Casigliano e Civitella (oggi località disabitata del comune di Avigliano Umbro TR, ma a quel tempo era un castello del comune di Todi, con il nome di Civitella Mogliemala) (da Papa Urbano VIII 1629), di Lajatico e Orciatico (1644) e infine di Giovagallo e Tresana (1652). Nel 1629 Urbano VIII canonizzò sant'Andrea Corsini.
Filippo Corsini, figlio di Bartolomeo di Filippo, è in larga parte il promotore degli investimenti immobiliari a Firenze, che nella Firenze un po' in ristagno dei Seicento, stupì con la sua magnificenza e modernità, comprando e restaurando nel nuovo stile barocco il Palazzo Corsini al Prato, con il giardino all'italiana creato da Gherardo Silvani (dal 1621), il palazzo sul Lungarno per opera di Antonio Maria Ferri (dal 1690 al 1698) e la Villa Corsini a Castello da Giovan Battista Foggini (dal 1697).
Nel 1675, sempre su incarico del Foggini, veniva edificata la Cappella Corsini in Santa Maria del Carmine, tributo a Sant'Andrea Corsini, canonizzato da 50 anni, per la cui decorazione fu chiamato a Firenze Luca Giordano, che in seguito ricevette numerosi incarichi anche da altre famiglie, come il capolavoro che realizzò nella galleria di Palazzo Medici Riccardi.

### Clemente XII papa

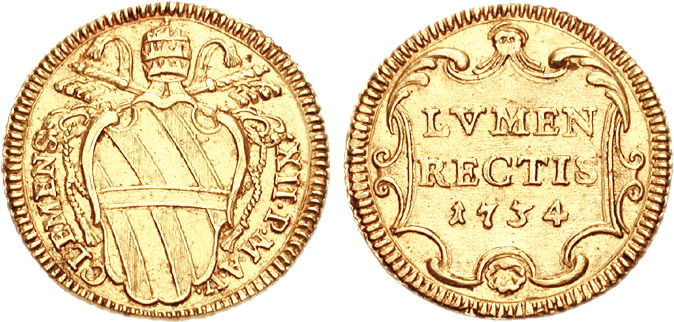
Scudo d'oro di Clemente XII, con stemma Corsini, 1734

Nel Settecento il teatro dei successi familiari si spostò a Roma, dove nel 1730 il cardinale Lorenzo Corsini salì ottantenne al soglio pontificio con il nome di Clemente XII. Uomo ben avvezzo all'economia (era stato tesoriere del precedente pontefice), dotato di notevole cultura e di spirito da mecenate, nel suo papato decennale fondò i musei Capitolini e commissionò a Roma importanti opere monumentali; tra queste abbelliscono ancora la capitale la Fontana di Trevi e la facciata della basilica di San Giovanni in Laterano, all'interno della quale fece realizzare una cappella di famiglia dedicata proprio a Sant'Andrea Corsini. Commissionò inoltre il Palazzo della Consulta, e i porti di Anzio, di Ravenna (Porto Corsini) e di Ancona, allora su suolo di proprietà del pontefice.

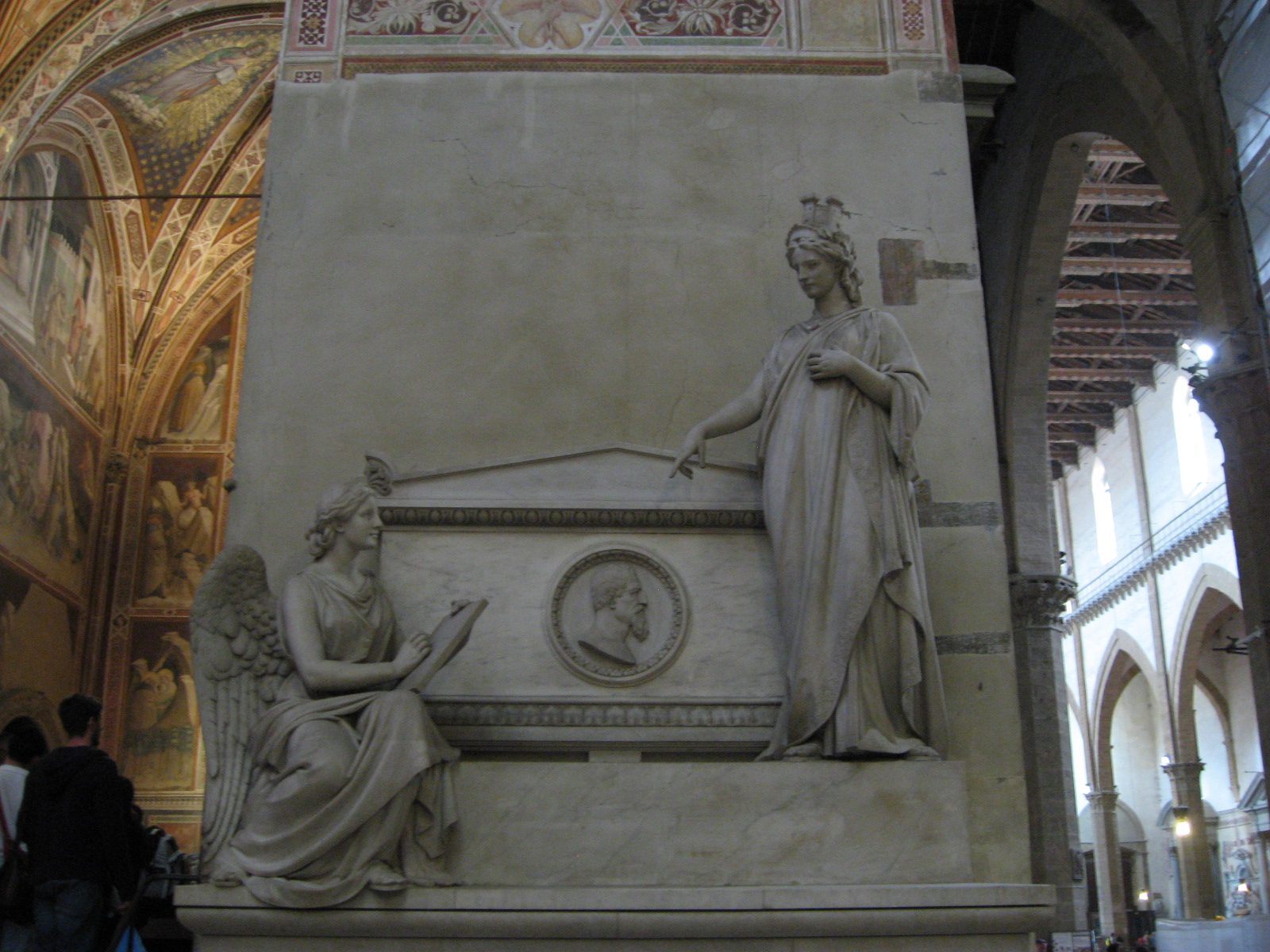
Tomba del principe Neri Corsini in Santa Croce.

Suo nipote Neri Corsini (1685-1770) divenne cardinale e si arricchì molto dalla posizione privilegiata dello zio pontefice. Acquistò e fece ampliare a Roma il palazzo alla Lungara, dove sistemò la collezione di stampe e disegni, la ricca biblioteca e l'importante raccolta di dipinti. Il palazzo romano fu venduto al Regno d'Italia nel 1883 e Tommaso Corsini (1835-1919), che vi aveva fondato l'Accademia dei Lincei, cedette allo Stato anche le raccolte d'arte (oggi Galleria Corsini d'arte antica) e la Biblioteca Corsiniana.
Papa Clemente XII concesse anche il titolo di Principe di Sismano al suo nipote preferito Bartolomeo Corsini (1683-1752), figlio di quel Filippo che aveva fatto costruire il palazzo sul lungarno fiorentino. Il titolo viene ancora portato dalla famiglia, anche se ormai privo di un riconoscimento giuridico. Il padre di Filippo, Bartolomeo I (+1685), acquistò i marchesati sovrani di Tresana (1672) e Castagnetoli in Lunigiana fino all'abolizione dei feudi imperiali in Italia (1797).
Successivamente (1759) papa Clemente XIII nominò cardinale anche il ventiquattrenne Andrea Corsini (1735-1795), ancora privo dell'ordinazione. Divenne prete dieci anni dopo, quindi nel 1771 anche camerlengo di Santa Romana Chiesa e Prefetto del Supremo Tribunale della Segnatura Apostolica. Consacrato vescovo nel 1776, tenne la sede suburbicaria di Sabina fino al 1793, quando divenne Vicario Generale di Sua Santità per la città di Roma e distretto.

### XIX secolo

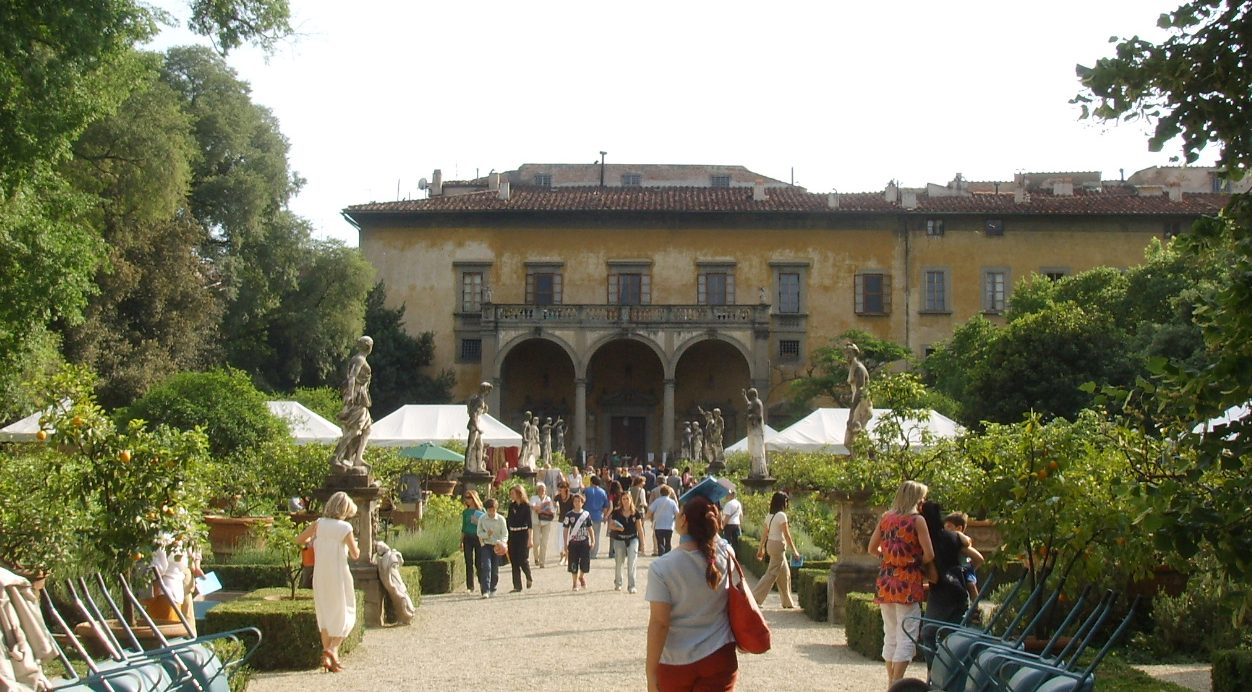
Il Casino e il giardino Corsini

Nel XIX secolo la famiglia si può dire che tornò a Firenze. Figlio del principe Bartolomeo fu Neri Corsini (1771-1845), che ricoprì importanti cariche politiche sia durante il periodo Napoleonico che in quello successivo della restaurazione lorenese, battendosi per l'indipendenza del Granducato di Toscana dalla corona austriaca (infatti dopo la scomparsa dell'ultimo esponente dei Medici, con l'arrivo degli Asburgo Lorena il Granducato rischiò di venire assoggettato a provincia dell'Impero Asburgico), partecipando come ministro plenipotenziario al Congresso di Vienna. Infaticabile, si batté anche per la restituzione di moltissime opere d'arte confiscate durante l'occupazione francese della Toscana.
Altri esponenti della famiglia ebbero importanti cariche sia sotto i granduchi toscani, sia nella Repubblica Romana.
Figura importante fu Tommaso Corsini VI principe di Sismano (1835-1919), che cedette il Palazzo Corsini di Roma allo Stato. Oltre ad essere figura politica di grande rilievo (deputato del regno dal 1865 al 1882, senatore a vita e sindaco di Firenze), fu anche un abile investitore: fu tra i fondatori de La Fondiaria Assicurazioni, presiedette alla Cassa di Risparmio di Firenze (oggi Banca CR Firenze), fu presidente della Società Italiana per le Strade Ferrate Meridionali, ed ebbe un ruolo importante nel successo delle società elettriche dell'Italia centrale. La sua vera passione fu l'archeologia: intraprese molte campagne di scavi che arricchirono il Museo Archeologico di Firenze.
Anche don Filippo Corsini marchese di Laiatico fu sindaco di Firenze.

### Epoca recente
Tommaso Corsini VIII principe di Sismano (1903-1980) fu pure un attivo uomo politico italiano, deputato della Costituente che creò la carta costituzionale nel secondo dopoguerra. Fu appassionato ed esperto nel campo dell'agricoltura e dell'allevamento, contribuendo non poco all'ammodernamento del settore in Toscana ed in Umbria; sua moglie Donna Elena riuscì a salvare la Galleria Corsini e molti altri tesori d'arte dai bombardamenti e dal passaggio del fronte durante la II guerra mondiale. Loro figlio Filippo (1937) è il IX e attuale principe, ha avuto 4 figli e numerosi nipoti.
I Corsini sono oggi proprietari del palazzo sul Prato, mentre il palazzo Corsini sul Lungarno è di proprietà della sorella del principe Filippo, la contessa Lucrezia Miari Fulcis Corsini, e dei figli di un'altra sorella, la contessa Annalù Sanminiatelli Corsini, scomparsa nel novembre del 2000.

## Senatori del Granducato
- Alessandro di Gherardo di Bertoldo Corsini (1486-1552) eletto nel 1532
- Filippo di Carlo di Antonio Corsini (1523-1591) eletto nel 1578
- Bartolommeo di Bernardo di Filippo Corsini (1545-1612) eletto nel 1601
- Neri di Lorenzo di Bernardo Corsini (1577-1622) eletto nel 1621
- Filippo di Lorenzo di Bernardo Corsini (1578-1636) eletto nel 1629
- Carlo di Giovanni di Carlo Corsini (1573-1657) eletto nel 1641
- Pietro del sen. Neri di Lorenzo Corsini (1619-1671) eletto nel 1663
- Andrea di Giovanbattista di Corsino Corsini (1634-1678) eletto nel 1677
- Lorenzo di Gherardo di Alessandro Corsini (1642-1718) eletto nel 1686
- Andrea Corsini, V principe di Sismano (1804-1868) eletto nel 1848

## Corsini, marchesi di Sismano, marchesi sovrani di Tresana (1660-1797) poi principi di Sismano
I Corsini acquistarono il marchesato sovrano di Tresana per 123.000 lire dal re Filippo IV di Spagna che nel 1660 lo aveva messo all'asta per conto della Camera imperiale, dopo l'estinzione dell'omonima linea dei Malaspina (1652). Lo staterello, che comprendeva anche il marchesato di Giovagallo, i borghi di Novegigola, Bola, Corneda e Riccò e successivamente il marchesato di Castagnetoli, rimase indipendente fino al 1797 e fu amministrato da vicari feudali della famiglia principesca.
- Filippo (1578-1636), I marchese di Sismano
- Bartolomeo (1622-1685), I marchese di Tresana, II marchese di Sismano, padre di papa Clemente XII
- Filippo (1647-1705), II marchese di Tresana, III marchese di Sismano
- Bartolomeo (1683-1752), I principe di Sismano, III marchese di Tresana
- Filippo (1706-1767), II principe di Sismano, IV marchese di Tresana
- Bartolomeo (1729-1792), III principe di Sismano, V marchese di Tresana
- Tommaso (1767-1856), IV principe di Sismano, VI marchese di Tresana sino al 1797
- Andrea (1804-1868), V principe di Sismano
- Tommaso (1835-1919), VI principe di Sismano
- Filippo (1873-1926), VII principe di Sismano
- Tommaso (1903-1980), VIII principe di Sismano
- Filippo (n. 1937), IX principe di Sismano
- Duccio (n.1964), X principe di Sismano